# Élections législatives de 1924 aux îles Féroé
Les élections générales féroïennes se sont tenues le 22 janvier 1924. 3 sièges supplémentaires composent l'Assemblée. Elles sont marquées par la victoire du Parti de l'union qui redevient majoritaire au Løgting, emportant 13 des 23 sièges le composant.

## Résultats
| Parti | Parti                       | Voix  | %     | +/-        | Sièges | +/-        |
| ----- | --------------------------- | ----- | ----- | ---------- | ------ | ---------- |
|       | Parti de l'union            | 3 676 | 58.68 | 0,27       | 13     | 3          |
|       | Parti de l'autogouvernement | 2 450 | 39,11 | 2,48       | 10     | stagnation |
|       | Indépendants                | 139   | 2,22  | 2,22       | 0      | stagnation |
| Total | Total                       | 6 265 | 100   | stagnation | 23     | 3          |